# بیدلستون
بیدلستون (به انگلیسی: Biddlestone) یک روستا و محله مدنی در بریتانیا است که در نورث‌آمبرلند واقع شده‌است. بیدلستون ۱۷۷ نفر جمعیت دارد.